# Erisma uncinatum
Erisma uncinatum ist ein Baum in der Familie der Ritterspornbäume aus dem mittleren bis nördlichen Südamerika.

## Beschreibung
Erisma uncinatum wächst als immergrüner Baum bis über 40 Meter hoch. Der Stammdurchmesser erreicht über 1,5 Meter. Die Borke ist gräulich und leicht schuppig bis abblätternd.
Die einfachen und kurz gestielten Laubblätter sind gegenständig oder wirtelig bis zu viert angeordnet. Der kurze Blattstiel ist bis zu 1–2 Zentimeter lang. Die ledrigen und verkehrt-eiförmigen bis elliptischen, länglichen, abgerundeten bis bespitzten, ganzrandigen Blätter sind bis zu 23 Zentimeter lang. Die Blätter mit keilförmiger bis spitzer Basis sind oberseits kahl und unterseits feinflaumig bis fast kahl und blasser. Die kleinen Nebenblätter sind abfallend.
Es werden endständige, feinhaarige, rispige, wickelig-thyrsige und violette bis purpurne Blütenstände gebildet. Die kurz gestielten, kleinen und duftenden Blüten sind zwittrig mit doppelter Blütenhülle. Der Kelch ist feinhaarig. Ein größeres Kelchblatt ist gespornt, die anderen vier sind kleiner. Der Kelchsporn ist hakenförmig eingebogen. Das bläulich-violette bis purpurne, einzige, verkehrt-herzförmige Kronblatt ist etwas größer als das größte Kelchblatt. Es ist nur ein kurzes Staubblatt und ein unterständiger, einkammeriger Fruchtknoten mit kurzem Griffel vorhanden. Reduzierte Staminodien und Petalen können vorkommen.
Die geflügelten, grün-bläulichen, meist ein- bis zweisamigen Flügelfrüchte besitzen einen größeren, bis zu 7 Zentimeter langen, einen deutlich kleineren und zwei reduzierte Flügel. Die 4 Flügel werden aus den 5 Kelchblätter gebildet, wobei eines fehlt. Die flachen, braunen Samen sind etwa 1,5–2 Zentimeter groß.

## Verwendung
Das nicht besonders beständige, relativ weiche und mittelschwere, gröbere Holz wird für einige Anwendungen genutzt. Es ist bekannt als Cambará, Mureillo, Cedrinho und Jaboty, Jabuti.